# Donatas Kazlauskas
Donatas Kazlauskas (Kretinga, 31 marzo 1994) è un calciatore lituano, centrocampista dell'Hegelmann.

## Carriera

### Club
Ha giocato nella prima divisione lituana, in quella polacca, in quella ucraina ed in quella rumena.

### Nazionale
Ha partecipato agli europei di categoria con la nazionale lituana Under-19. Mette a segno il primo goal con la nazionale contro la Serbia durante una partita di qualificazione a Euro 2020.

## Statistiche

### Presenze e reti nei club
Statistiche aggiornate all'8 aprile 2023.
| Stagione        | Squadra         | Campionato      | Campionato | Campionato | Coppe nazionali | Coppe nazionali | Coppe nazionali | Coppe continentali | Coppe continentali | Coppe continentali | Altre coppe | Altre coppe | Altre coppe | Totale | Totale |
| Stagione        | Squadra         | Comp            | Pres       | Reti       | Comp            | Pres            | Reti            | Comp               | Pres               | Reti               | Comp        | Pres        | Reti        | Pres   | Reti   |
| --------------- | --------------- | --------------- | ---------- | ---------- | --------------- | --------------- | --------------- | ------------------ | ------------------ | ------------------ | ----------- | ----------- | ----------- | ------ | ------ |
| 2020-2021       | L'viv           | PL              | 13         | 0          | KU              | 0               | 0               | -                  | -                  | -                  | -           | -           | -           | 13     | 0      |
| 2021-gen. 2022  | Acad. Clinceni  | L1              | 9          | 0          | CR              | 0               | 0               | -                  | -                  | -                  | -           | -           | -           | 9      | 0      |
| 2022            | Žalgiris        | A               | 26         | 6          | CL              | 4               | 0               | UCL+UEL+UECL       | 6+1+4              | 0                  | SL          | 1           | 0           | 42     | 6      |
| 2023            | Žalgiris        | A               | 16         | 4          | CL              | 0               | 0               | UCL                | 2                  | 1                  | SL          | 0           | 0           | 18     | 5      |
| Totale Žalgiris | Totale Žalgiris | Totale Žalgiris | 42         | 10         |                 | 4               | 0               |                    | 13                 | 1                  |             | 1           | 0           | 60     | 11     |
| Totale carriera | Totale carriera | Totale carriera | 64         | 10         |                 | 4               | 0               |                    | 13                 | 1                  |             | 1           | 0           | 82     | 11     |

## Palmarès

### Club

#### Competizioni nazionali
- Campionato lituano: 1

Žalgiris: 2022
- Coppa di Lituania: 1

Žalgiris: 2022
- Supercoppa di Lituania: 1

Žalgiris: 2023